# Zbjeg
Zbjeg falu Horvátországban, Bród-Szávamente megyében. Közigazgatásilag Bebrinához tartozik.

## Fekvése
Bródtól légvonalban 12, közúton 14 km-re délnyugatra, Pozsegától   légvonalban 33, közúton 48 km-re délkeletre, községközpontjától légvonalban 6, közúton 8 km-re délkeletre, Szlavónia középső részén, a Szávamenti-síkságon, a Matnik-patak partján fekszik.

## Története
A régészeti leletek alapján itt már a történelem előtti időben is éltek emberek. Ezt bizonyítják az „Ada” és a „Trebnja” lelőhely ősi leletei, de előkerültek itt ókori leletek is, bár lelőhelyük már feledésbe merült.
A térség török uralom alól 1691-ben szabadult fel és a település röviddel ezután keletkezhetett Boszniából érkezett katolikus horvátok betelepülésével. A falu neve menedékhelyet jelent. Első lakói talán a törökök üldözése elől menekülhettek és itt a Száva mocsaras, erdős árterületén találtak menedéket. Az 1698-as kamarai összeírásban „Zbiegh” néven hajdútelepülésként szerepel a szlavóniai települések között. Az 1730-as egyházi vizitáció jelentésében már 30 házzal és egy Szent György tiszteletére szentelt fakápolnával szerepel. Ezután a Száva boszniai oldaláról újabb katolikus családok települtek be. 1746-ban 35 házában, 42 családban 240 katolikus lakos élt. 1760-ban 47 házában 72 családban 385 lakosa volt. A katonai közigazgatás megszervezése után a bródi határőrezredhez tartozott.
Az első katonai felmérés térképén „Sbieg” néven található. Lipszky János 1808-ban Budán kiadott repertóriumában „Zbieg” néven szerepel. Nagy Lajos 1829-ben kiadott művében „Zbig” néven 82 házzal, 391 katolikus és 21 ortodox vallású lakossal találjuk. A katonai közigazgatás megszüntetése után 1871-ben Pozsega vármegyéhez csatolták. A 20. század elején a jobb megélhetés reményében jelentős számú görög katolikus vallású ruszin lakosság telepedett itt le.

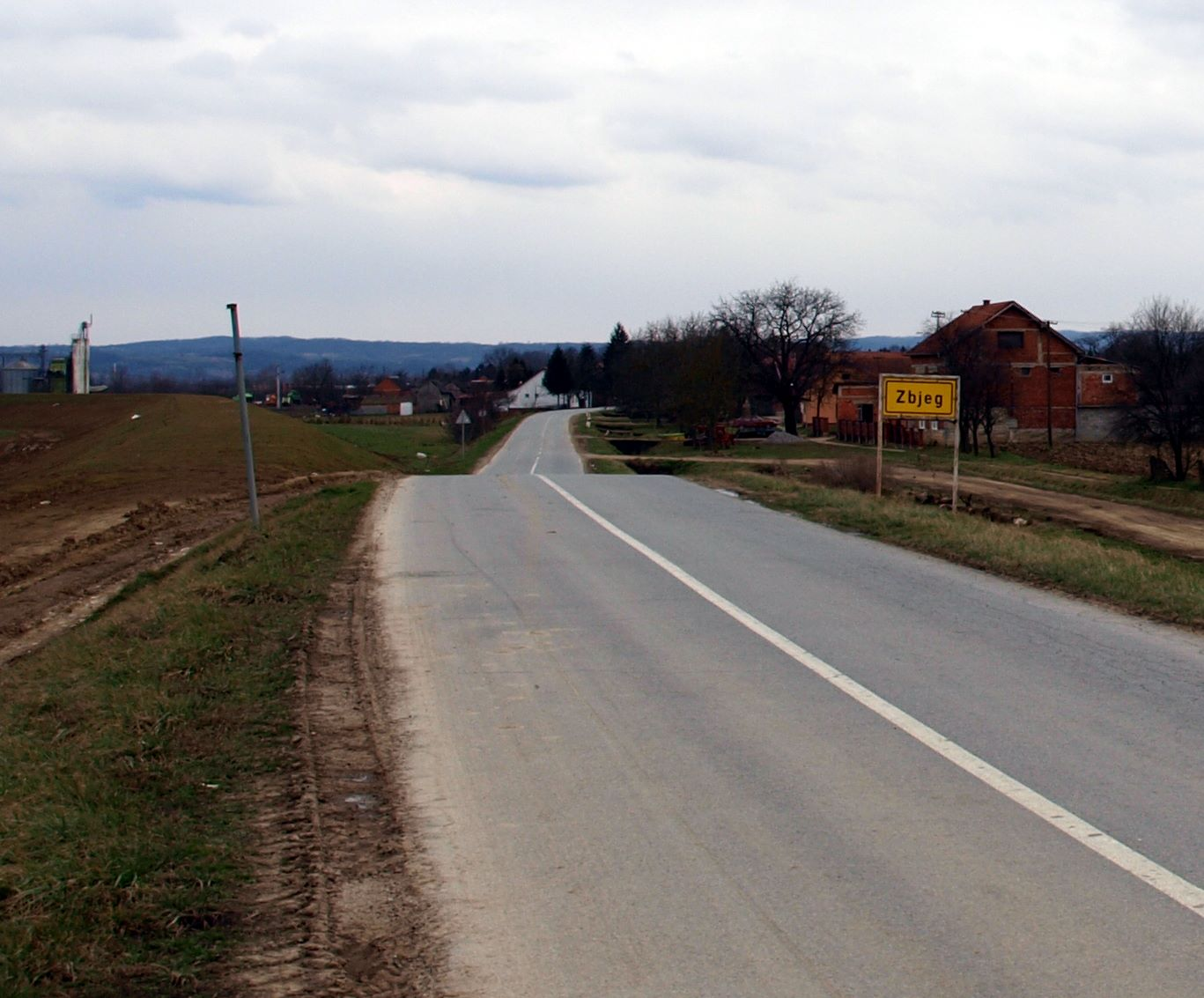
A falu bejárata

A településnek 1857-ben 380, 1910-ben 378 lakosa volt. Az 1910-es népszámlálás szerint lakosságának 75%-a horvát, 16%-a ruszin, 5%-a magyar, 4%-a szerb anyanyelvű volt. Pozsega vármegye Bródi járásának része volt. Az első világháború után 1918-ban az új szerb-horvát-szlovén állam, majd később (1929-ben) Jugoszlávia része lett. A település 1991-től a független Horvátországhoz tartozik. 1991-ben lakosságának 97%-a horvát nemzetiségű volt. 2011-ben a településnek 427 lakosa volt.

## Lakossága
| Lakosság változása | Lakosság változása | Lakosság változása | Lakosság változása | Lakosság változása | Lakosság változása | Lakosság változása | Lakosság változása | Lakosság változása | Lakosság változása | Lakosság változása | Lakosság változása | Lakosság változása | Lakosság változása | Lakosság változása | Lakosság változása |
| ------------------ | ------------------ | ------------------ | ------------------ | ------------------ | ------------------ | ------------------ | ------------------ | ------------------ | ------------------ | ------------------ | ------------------ | ------------------ | ------------------ | ------------------ | ------------------ |
| 1857               | 1869               | 1880               | 1890               | 1900               | 1910               | 1921               | 1931               | 1948               | 1953               | 1961               | 1971               | 1981               | 1991               | 2001               | 2011               |
| 380                | 381                | 330                | 319                | 327                | 378                | 348                | 372                | 405                | 344                | 449                | 468                | 453                | 450                | 510                | 427                |

## Gazdaság
A lakosság hagyományosan mezőgazdasággal, állattartással foglalkozik, de sokan járnak dolgozni a közeli Bród városába is.

## Nevezetességei
Szent György tiszteletére szentelt római katolikus temploma a šumećei plébánia filiája.

## Oktatás
A településen ma a bebrinai Antun Matija Reljković elemi iskola alsó tagozatos területi iskolája működik.

## Sport
Az NK „Gaj” Zbjeg labdarúgóklub a megyei 3.liga középső csoportjában szerepel.

## Egyesületek
Zbježanska udruga mladih – ifjúsági egyesület